# Сальдуа, Франсиско Хавьер
Франсиско Хавьер Мартинес де Сальдуа-и-Расинес (исп. Francisco Javier Martínez de Zaldúa y Racines, 3 декабря 1811 — 21 декабря 1882) — колумбийский юрист и политик, президент Соединённых Штатов Колумбии.

## Биография
Родился в Боготе в 1811 году, ещё в колониальный период. Ещё ребёнком стал свидетелем того, как его отец был в 1816 году расстрелян вернувшимися испанцами за поддержку Антонио Нариньо. Учился в Колледже Св.Варфоломея, его успехи в учёбе привели к тому, что ещё до получения диплома юриста и адвоката в 1836 году он уже стал заместителем ректора. С 1837 по 1866 годы был преподавателем и юристом.
Одновременно с преподаванием, Сальдуа занялся и политической деятельностью. Он был членом городского совета Боготы, в 1840 году был избран от департамента Кундинамарка в Палату представителей колумбийского парламента, впоследствии стал сенатором от того же департамента. В течение года был министром в правительстве Хосе Иларио Лопеса. В 1863 году представлял Кундинамарку на состоявшемся в Рионегро после гражданской войны Конституционном Конвенте, в результате которого была принята новая конституция, и страна была преобразована в Соединённые штаты Колумбии.
В 1878 году некоторое время занимал пост министра внешних сношений в правительстве президента Хулиана Трухильо. В 1882 году смог победить на президентских выборов, став фигурой, вокруг которой объединились расколотые либералы. Став президентом, начал подготовку к пограничному конфликту с Венесуэлой, однако в должности президента он пробыл недолго, скончавшись в том же году.